# Євфимій (Максименко)
Єпископ Євфимій (у миру Віктор Петрович Максименко; нар. 30 квітня 1975, Глухів, Сумська область, УРСР, СРСР) — єпископ Російської православної церкви, єпископ Усманський, вікарій Липецької єпархії.

## Життєпис
Народився 30 квітня 1975 року у місті Глухові Сумської області України. Хрещений у дитинстві.
У 1981—1990 роках навчався у середній школі № 4 міста Глухова. 1990 року вступив на фельдшерське відділення Глухівського медичного училища, яке закінчив 1994 року.
У 1994—1996 роках навчався у Глухівському державному педагогічному університеті на факультеті біології. Одночасно з навчанням ніс послух вівтарника у Трьох-Анастасіївському кафедральному соборі міста Глухова.
У 1996 році прийнятий до братії Задонського Різдво-Богородицького чоловічого монастиря.
5 січня 1998 року намісником монастиря єпископом Задонським Никоном пострижений у чернецтво з ім'ям Євфимій на честь священномученика Євфимія, єпископа Сардійського. 5 січня 1999 року пострижений у мантію зі збереженням того ж імені.
6 травня 2000 року висвячений у сан ієродиякона.
У 2000—2004 роках навчався у Воронезькій духовній семінарії. 8 липня 2001 року митрополитом Воронезьким та Липецьким Мефодієм висвячений у сан ієромонаха.
2003 року призначений благочинним Задонського Різдво-Богородицького монастиря, 2004 року — економом. У 2004 році призначений головою комісії з канонізації святих Липецької єпархії. У 2008—2013 роках одночасно з послухом економа монастиря був настоятелем храму Архангела Михайла села Кушнірське Задонського району Липецької області.
У 2009 році зведений у сан ігумена.
У 2011 році призначений благочинним по монастирях Липецької єпархії. З благословення правлячого архієрея займається питаннями будівництва та реставрації храмів Липецької єпархії.
З березня 2016 року — член єпархіального суду Липецької єпархії.
Ігумен Євфимій (Максименко) є також членом громадської ради при УМВС та Прокуратури Росії з Липецької області.

## Архієрейство
21 жовтня 2016 року рішенням Священного синоду Російської православної церкви обрано єпископом Усманським, вікарієм Липецької та Задонської єпархії. 23 жовтня в Преображенському храмі Липецька митрополитом митрополитом Липецьким і Задонським Никоном зведений у сан архімандрита.
1 грудня 2016 року відбулося назва в єпископа Усманського, вікарія Липецької та Задонської єпархії. Чин звершив патріарх Московський.
25 грудня 2016 року в храмі святителя Спиридона Триміфунтського в Нагатинському Затоні було здійснено хіротонія архімандрита Євфимія (Максименка) на єпископа Усманського, вікарія Липецької єпархії. Хіротонію звершили патріарх Московський, митрополит Санкт-Петербурзький і Ладозький Варсонофій, митрополит Істринський Арсеній, митрополит Липецький і Задонський Никон, архієпископ Сонячногірський Сергій (Чашин), єпископ Єлецький і Лебедянський Максим (Дмитрій).

## Пропагандист "русского міра"
За даними Головного управління розвідки Міністерства оборони України Максимченко Віктор Петрович (Євфимій) за вказівкою кремля проповідує доктрину “русского мира”, яка не відповідає православному вченню. Він виправдовує російську агресію, геноцид українського народу та закликає своїх вірян поповнювати лави російських окупаційних підрозділів.